# 罗伯特·斯特林·亚德

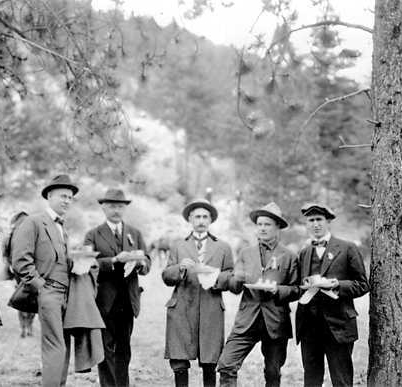
1915年在落基山国家公园开幕典礼上的合影。由左及右：马塞、亚德、特罗布里奇（落基山公园负责人）、考林（国家公园摄影师）、奥尔布赖特。

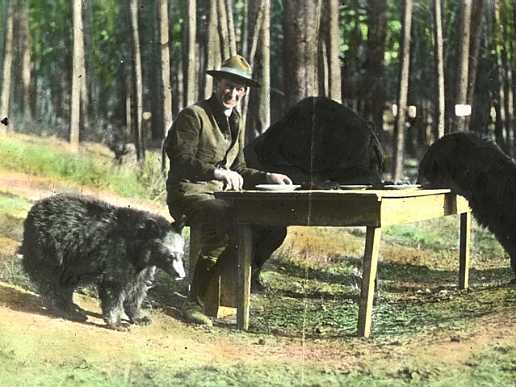
贺拉斯·奥尔布赖特正在享受“熊宴”。亚德反对在国家公园公开进行这种“熊宴”行为。

罗伯特·斯特林·亚德（1861年2月1日—1945年5月17日）生于纽约哈弗斯特劳，毕业于普林斯顿大学，是一名美国作家、新闻记者和野外探险家。大学毕业后的第一个20年，亚德专注于图书编辑和出版。1915年，其朋友斯蒂芬·马瑟请他帮忙宣传设立国家公园管理机构的必要性；他们以自己的大量著作作为推动国家公园化运动的一部分，1916年获得国家立法支持，促使美国最终成立了国家公园管理局。

## 早年经历
1861年，亚德出生于纽约州哈弗斯特劳（Haverstraw），父亲罗伯特·博伊德，母亲莎拉·亚德。进入新泽西弗瑞郝德学院后，他于1863年从普林斯顿大学毕业。

## 国家公园协会
亚德认为，如果国家公园管理局像政府机构那样运作，将会使美国民众失去对公园的兴趣。

## 争论和国家林业局
尽管大家在国家公园保护问题上的观点基本趋向一致，但国家公园协会和国家公园管理局之间的摩擦似乎不可避免。

## 荒野协会
作为国家公园的保护主义者，亚德实施的公园保护目标在1930年代已经超越了美国公园管理局。

## 逝世及遗产
亚德逝世前身患肺炎，但仍然在病榻上致力于社会事务，1945年5月17日辞世，享年84岁。

## 著作
- 《出版商》（1913年）